# Tephrosia domingensis
Tephrosia domingensis là một loài thực vật có hoa trong họ Đậu. Loài này được (Willd.) Pers. miêu tả khoa học đầu tiên.